# Brion (Ain)
Brion – miejscowość i gmina we Francji, w regionie Owernia-Rodan-Alpy, w departamencie Ain.

## Demografia
Według danych na styczeń 2012 r. gminę zamieszkiwało 525 osób, a gęstość zaludnienia wynosiła 117,2 osób/km².